# Sabine Tettenborn
Sabine Tettenborn (* vor 1966) ist eine deutsche Fernsehproduzentin.

## Leben
Das Studium der Kunstgeschichte, Kommunikationswissenschaften und Theaterwissenschaft an der Ludwig-Maximilians-Universität in München schloss sie mit dem Magister Artium ab. Anschließend war sie als Regieassistentin für Film und Theater, Script/Continuity bei Filmproduktionen sowie als Lektorin für das ZDF und TaurusFilm tätig, wo sie im Jahr 1986 die Koproduktion Nonni und Manni betreute. Darüber hinaus war sie für Kinoproduktionen wie Peterchens Mondfahrt und Martha und ich mit Michel Piccoli und Marianne Sägebrecht verantwortlich.
Im Jahr 1994 übernahm sie die Leitung der Abteilung Koproduktionen bei KirchMedia. Hier ist sie u. a. auch für die Miniserie Napoleon mit Christian Clavier, John Malkovich, Gérard Depardieu und Isabella Rossellini verantwortlich gewesen.
Von Juli 2003 bis Mai 2004 war sie als Leiterin und Produzentin bei der Eventfilm in München tätig. Von Juni 2004 bis Juni 2015 war sie Geschäftsführerin der Maran Film GmbH und damit verantwortlich für die Produktion von mehr als zwei Dutzend Tatort-Filmen.

## Filmografie
- 2007: Der Kronzeuge
- 2007: Die Entführung
- 2007–2015: Tatort
- 2009–2011: Bloch
- 2009: Die Nonne und der Kommissar – Todesengel
- 2010: Vom Ende der Liebe
- 2010: Das Glück ist eine Katze
- 2010: Schatten der Erinnerung
- 2012: Die Nonne und der Kommissar – Verflucht
- 2013: Komasaufen
- 2013: Der Vollgasmann
- 2013: BlitzBlank
- 2014: Die Kraft, die Du mir gibst (Fernsehfilm)
- 2014: Glückskind
- 2017: Kalt ist die Angst
- 2018: Aenne Burda – Die Wirtschaftswunderfrau
- 2019: Big Manni
- 2021: Spätzle arrabbiata oder eine Hand wäscht die andere
- 2022: Der Tod kommt nach Venedig (Fernsehfilm)
- 2023: Da hilft nur beten!

## Auszeichnungen
- 2008: Nominierung für Tatort – Herz aus Eis für den Hamburger Produzentenpreis für Deutsche Fernsehproduktionen beim Filmfest Hamburg[1]
- 2008: Nominierung für Bloch – Schattenkind für den Hamburger Produzentenpreis für Deutsche Fernsehproduktionen beim Filmfest Hamburg[1]